# Mangalarga marchador
Mangalarga Marchador är en hästras som är relativt ovanlig överallt i världen utom just i Brasilien där det finns över 350 000 registrerade hästar. De finns i andra länder runt omkring i Brasilien och runt i världen också men de är inte lika populära som i sitt hemland. Rasen räknas som landets nationalhäst och har en extra bekväm gångart som kallas Marcha. 

## Historia
Rasens historia börjar med Francisco Gabriel Junqueira, en baron i landet efter kolonitiden. Genom spanjorerna hade Francisco fått en större hjord med Berberhästar och andra inhemska och spanska hästar. Hans stolthet var en hingst av rasen Alter-real. Han bestämde sig för att avla på hingsten och hjorden. De flesta bra avkommorna sålde han till en vän som hade en farm utanför Rio de Janeiro. Farmen hette Mangalarga. Avkommorna tränade han sedan för att sälja inne i Rio och folk fastnade för hästarna som de började kalla Mangalargas. 
Det sägs om rasen att hästuppfödarna följde baronen Franciscos och hans ättlingars regler och standarder när de själva avlade fram rasen. Ända fram till 1910 följde man de gamla reglerna. 
1934 bildades föreningen The Mangalarga Breeders Association. De som startade föreningen hade målet att förbättra rasen. Många raser både från USA och Europa testades på rasen, bland annat Engelskt fullblod, Morganhäst, Lusitano, American saddlebred, Angloarab och Trakehnare. För att behålla kvalitén på den extra gångarten blandade man in travarhästar i rasen och Hackneyhästar. Till slut så tog man den ädlaste rasen Arabiskt fullblod för att ytterligare få upp uthålligheten och för att ge hästen ett mer ädelt utseende. 
Många uppfödare protesterade mot förändringarna och 1938 startade de en egen gren av föreningen, The Mangalarga Marchador Association. De ville ha kvar baronen Franciscos idéer och linjer och de nya utblandade hästarna fick namnet Mangalarga Paulista medan de utan inblandning fick tillägget Marchador. Uppfödarna gick även den politiska vägen och skapade en ny stambok. Genom veterinären och zoologen Geraldo Carneiro, som var granne och vän med den blivande brasilianska presidenten Juscelino Kubitschek, tillät man att den gamla rasen skulle behållas och skyddas.

## Egenskaper

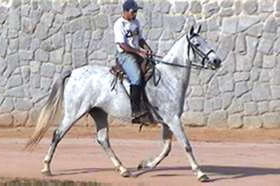
Under ett moment i gångarten Marcha har hästen 3 hovar i marken samtidigt, något som är ovanligt hos andra gångarter

Mangalarga Marchador är en ganska liten och tunn häst men den är förvånansvärt stark och uthållig. Pälsen är silkeslen och glansig och rasen har ett fint och stabilt temperament. Huvudet är ädelt och triangulärt med stora ögon. Hos Mangalarga marchador-hästar ska det spanska inflytandet synas väldigt tydligt med en rak eller ibland lätt utåtbuktande nosprofil. 
Den extra gångarten Marcha påminner mycket om trav eller passgång fast under ett tillfälle i rörelsemomentet har hästen tre hovar i marken samtidigt, vilket inte existerar hos många andra gångarter. Om hästens ben rör sig diagonalt kallas gångarten marcha batida och när benen rör sig lateralt kallas den marcha picada. 
Även i USA har man fått upp ögonen för rasen som nu föds upp på flera ställen i USA bland annat Arizona, Kalifornien, Ohio och Tennessee men man räknar med att det finns minst tio exemplar av rasen i varje stat.